# Mercedes-Benz GLE Coupe
Mercedes-Benz GLE Coupe – samochód osobowy typu SUV Coupé klasy wyższej produkowany pod niemiecką marką Mercedes-Benz od 2015 roku. Od 2019 roku produkowana jest druga generacja modelu.

## Pierwsza generacja

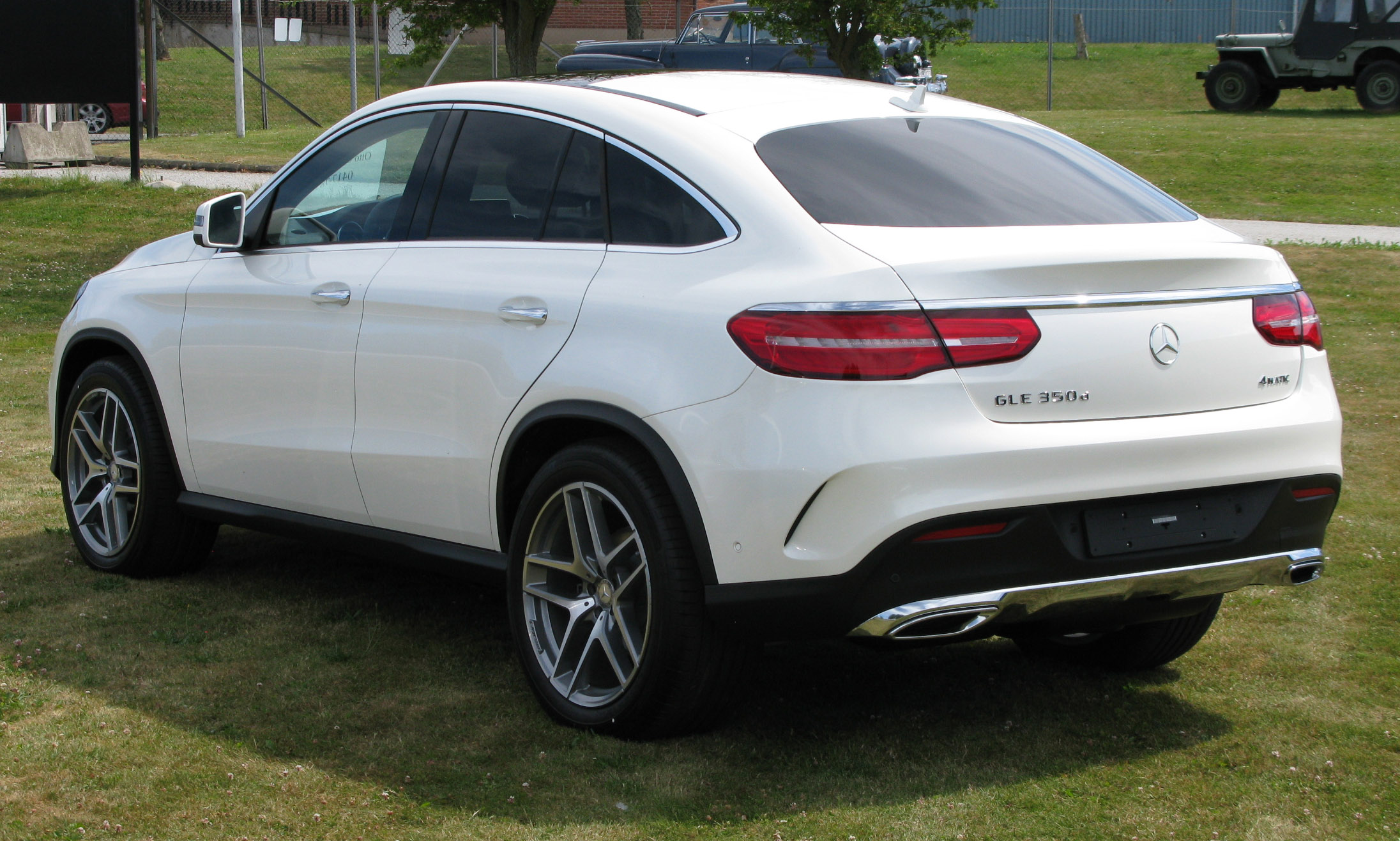
Mercedes-Benz GLE Coupe I – tył

Mercedes-Benz GLE Coupe I został zaprezentowany po raz pierwszy w grudniu 2014 roku.
GLE Coupe to pierwszy w historii Mercedesa SUV Coupe, który powstał na bazie zmodernizowanego ML-a trzeciej generacji, czyli nowo powstałego modelu GLE. Samochód oznaczony kodem fabrycznym C292 powstał jako odpowiedź marki na obecnego na rynku od wówczas 7 lat BMW X6. Pierwsze informacje na temat pojazdu pojawiły się 10 grudnia 2014 roku, zaś światowa premiera miała miejsce podczas targów motoryzacyjnych w Detroit w styczniu 2015 roku. 

### Stylistyka
Charakterystycznym elementem pojazdu jest opadająca w tylnej części linia dachu oraz przypominające najnowszą klasę S Coupe tylne lampy. Auto wyposażono w plastikowe nakładki progów i nadkoli, dwa podwójne zakończenia układu wydechowego oraz 20-calowe alufelgi (opcjonalnie 21 i 22-calowe). 

## Druga generacja

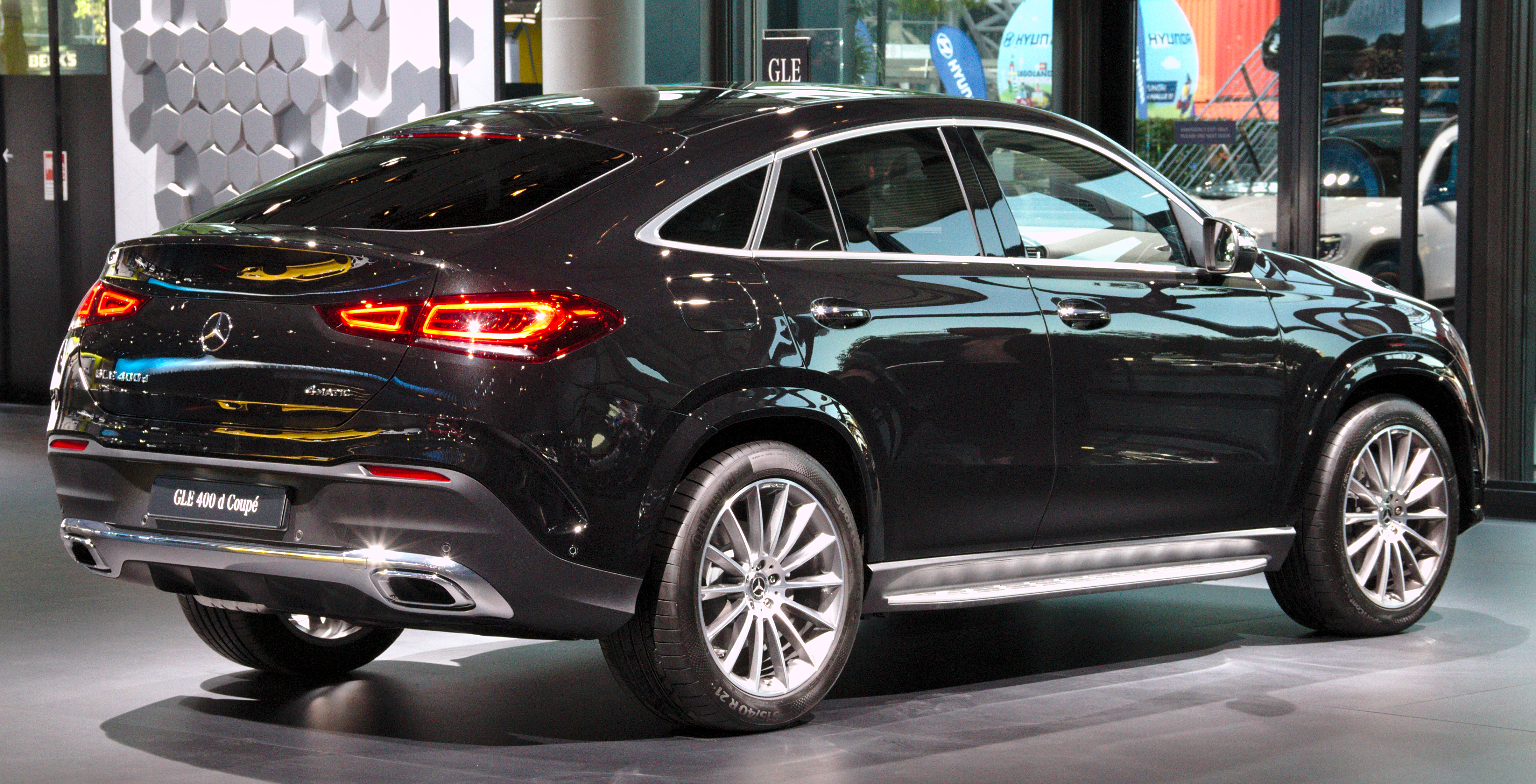
Mercedes-Benz GLE Coupe II - tył

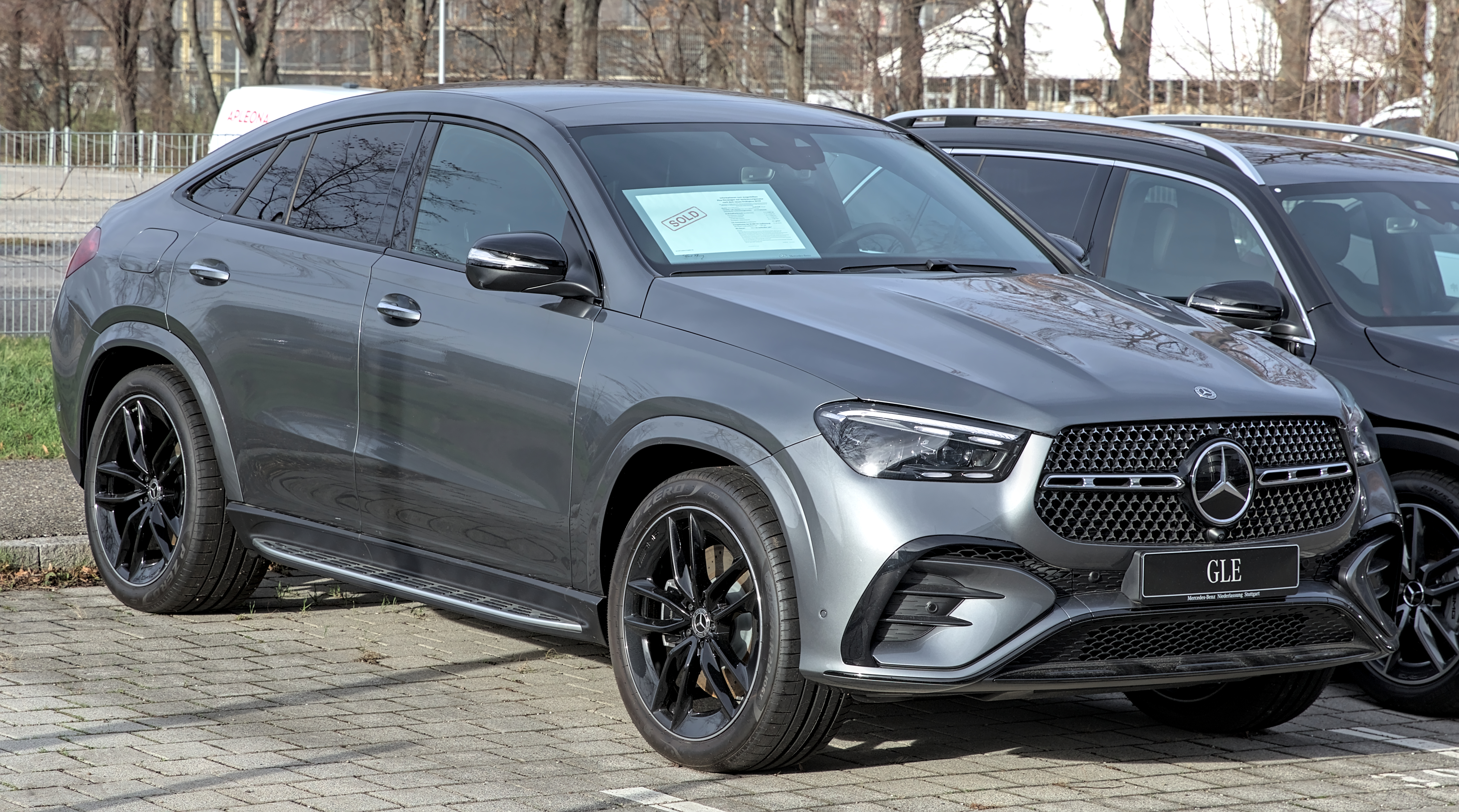
Mercedes-Benz GLE Coupe II (C167) po liftingu

Mercedes-Benz GLE Coupe II został zaprezentowany po raz pierwszy podczas Frankfurt Auto Show we wrześniu 2019 roku.
Druga generacja największego SUV-a Coupe w ofercie Mercedesa została zaprezentowana we wrześniu 2019 roku na targach samochodowych we Frankfurcie nad Menem. Samochód zastąpił dotychczasowy model po zaledwie 4 latach produkcji, tym razem powstając jako opracowana od podstaw zupełnie nowa konstrukcja. W stosunku do poprzednika zmiany okazały się niewielkie - zachowały one ewolucyjny kierunek, co przejawia się podobnym kształtem nadwozia, a nawet zbliżonym zarysem tylnych, podłużnych lamp.

### Lifting
W lutym 2023 roku samochód przeszedł modernizację. Różnice ograniczają się do nowych wkładów lamp wykonanych w technologii LED, delikatnie zmienionemu grillowi i chromowanych akcentów w bocznych wlotach przedniego zderzaka. Wewnątrz pojawiła się nowa kierownica z dotykowymi elementami sterującymi. Środek można przyozdobić elementami z linii MANUFAKTUR, które do tej pory znane były jedynie z Maybacha GLS. Kierowca może teraz skorzystać również z funkcji Smart Home, a system będzie się aktualizował bezprzewodowo Over-The-Air. Zmodyfikowano też topowy zestaw audio marki Burmester i wprowadzono system planowania trasy z przyczepą.

### Stylistyka
Pomimo podobieństw, GLE Coupe II jest wyraźnie dłuższe i szersze od poprzednika, uzyskując do tego większy rozstaw osi. Ma się to przełożyć na przestronniejszą kabinę pasażerską i większą ilość miejsca nad głowami pasażerów. Samochód ma też sztywniejsze nadwozie oraz poprawioną geometrię. 

### Silniki
Sprzedaż GLE Coupe drugiej generacji ruszyła pod koniec 2019 roku. Pod maskę trafią początkowo tylko silniki wysokoprężne oraz układ tzw. mild-hybrid dla sportowej odmiany AMG. Samochód podobnie jak poprzednik będzie dostarczany do klientów z amerykańskiej fabryki marki w Tuscaloosa.